# KS Burreli
KS Burreli – albański klub piłkarski, mający siedzibę w mieście Burrel, na północy kraju. Obecnie występuje w Kategoria e Parë. 

## Historia
Chronologia nazw:
- 1952: KS 31 Korriku Burrel
- 1991: KS Burreli Mat Burrel
- 1993: KS Burreli
- 1998: KF Burreli
- 200?: KS Burreli

Klub sportowy 31 Korriku oficjalnie został założony w miejscowości Burrel w 1952 roku. Chociaż już w 1928 powstał klub, który dopiero w 1935 roku został zorganizowany pod nazwą Deja Burrel. W 1945 przyjął nazwę 31 Korriku (pol. 31 lipca), a w 1951 roku występował w Kategoria e Dytë pod nazwą Puna Burrel (pol. praca). Zespół rywalizował w niższych ligach Albanii do 1981 roku, kiedy po raz pierwszy debiutował w Kategoria e Parë, zajmując przedostatnie 13.miejsce i spadając z powrotem do drugiej ligi. Po roku znów wrócił do pierwszej ligi, ale tak jak poprzednio, po zajęciu ostatniej 14.pozycji w sezonie 1983/83 znów spadł do drugiej ligi. W sezonie 1987/88 ponownie zagrał w pierwszej lidze i tak jak poprzednio zajął ostatnie 14.miejsce. W 1991 klub został przemianowany na KS Burreli Mat, zanim przyjął obecną nazwę KS Burreli. W sezonie 1998/99 po raz ostatni zagrał w pierwszej lidze, zwanej Kategoria Superiore. Ponownie po zajęciu ostatniej 16.pozycji, został zdegradowany z najwyższej ligi.

## Barwy klubowe, strój
| Niebieski | Żółty |

Klub ma barwy niebiesko-żółte. Zawodnicy domowe spotkania zazwyczaj grają w żółtych koszulkach, żółtych spodenkach oraz niebieskich getrach.

## Sukcesy

### Trofea międzynarodowe
Nie uczestniczył w rozgrywkach europejskich (stan na 31-05-2019).

### Trofea krajowe
| \| \| Zdobyte trofea w rozgrywkach Albanii (stan na: 31-05-2019) \| |                                                            |      |                           |
| Rozgrywki                                                           | Osiągnięcie                                                | Razy | Sezon(y)                  |
| Mistrzostwo                                                         | I miejsce                                                  | 0    |                           |
| Mistrzostwo                                                         | II miejsce                                                 | 0    |                           |
| Mistrzostwo                                                         | III miejsce                                                | 0    |                           |
| Mistrzostwo                                                         | 13.miejsce                                                 | 1    | 1981/82                   |
| Puchar                                                              | zdobywca                                                   | 0    |                           |
| Puchar                                                              | finalista                                                  | 0    |                           |
| Puchar                                                              | ćwierćfinalista                                            | 1    | 1987/88                   |
| II liga                                                             | I miejsce                                                  | 3    | 1980/81, 1982/83, 1997/98 |
| II liga                                                             | II miejsce                                                 | 1    | 1986/87                   |
| II liga                                                             | III miejsce                                                | 0    | ?                         |
| Albania                                                             | Zdobyte trofea w rozgrywkach Albanii (stan na: 31-05-2019) |      |                           |

- Kategoria e Tretë/Kategoria e Dytë (D3):
  - mistrz (2x): 1959, 2005/06

## Poszczególne sezony

### Rozgrywki międzynarodowe

#### Europejskie puchary
Nie uczestniczył w rozgrywkach europejskich.

### Rozgrywki krajowe
| \| Albania \| Bilans występów klubu w rozgrywkach piłkarskich Albanii (Stan na 31 maja 2019 r.) \| \| |                                                                                   |        |       |   |   |   |    |    |     |                                                             |        |        |      |
| Poziom                                                                                                | Rozgrywki                                                                         | Sezony | Mecze | Z | R | P | B+ | B– | Pkt | Lata                                                        | Awanse | Spadki | Naj. |
| I | Kategoria e Parë/Kategoria Superiore                                              | 4      |       |   |   |   |    |    |     | 1981/82, 1983/84, 1987/88, 1998/99                          | 0      | 4      | 13   |
| II | Kategoria e Dytë/Kategoria e Parë                                                 | ?      |       |   |   |   |    |    |     | ...–1981, 1982/83, 1984–1987, 1988–1998, 1999–2003, od 2006 | 4      | ?      | 1    |
| III                                                                                                   | Kategoria e Tretë/Kategoria e Dytë                                                | ?      |       |   |   |   |    |    |     | ..., 2003–2006                                              | ?      | 0      | 1    |
| | Puchar Albanii                                                                    | ?      |       |   |   |   |    |    |     | od 1938                                                     | 0      | 0      | 1/4  |
| Albania                                                                                               | Bilans występów klubu w rozgrywkach piłkarskich Albanii (Stan na 31 maja 2019 r.) |        |       |   |   |   |    |    |     |                                                             |        |        |      |

## Struktura klubu

### Stadion
Klub piłkarski rozgrywa swoje mecze domowe na stadionie Liri Ballabani w Burrel, który może pomieścić 2500 widzów.

### Inne sekcje
Klub prowadzi drużyny dla dzieci i młodzieży w każdym wieku.

## Kibice i rywalizacja z innymi klubami

### Rywalizacja
Największymi rywalami klubu są inne zespoły z okolic.

### Derby
- KF Korabi Peshkopi
- KF Iliria
- KF Shënkolli